# Csórréti-víztározó
A Csórréti-víztározó Magyarország legmagasabban fekvő, ivóvízellátást szolgáló víztározója és egyben víztisztítóműve.
534 m tengerszint feletti magasságban helyezkedik el a Mátrában, Mátraháza település külterületén. 1977-ben épült meg az MRV III. ütemének keretében, a tározó a Központi-Mátra (Bagolyirtás, Fallóskút, Galyatető, Mátraháza, Mátraszentimre, Mátraszentistván és Mátraszentlászló községek) vízellátását szolgálja. Térfogata: 1,1 millió m³, területe: 13 ha, kapacitása 3000 m³/nap. Völgyzárógát építésével alakították ki a tározót, meredek domboldalak veszik körül. Vízgyűjtőjének határai a 750–800 m magasságot is elérik. Vízgyűjtő területe csupán 8,38 km², s főként észak-északnyugati kiterjedésű, egészen Galyatetőig húzódik. Öt állandó patak táplálja a tározót, melyekből kettő (Nagybérc-folyás és Kisagyagos-folyás) viszonylag a gáthoz közel ömlik a tározóba. A tározó északi oldalába három nagyobb vízfolyás torkollik: az Aranybánya-folyás, a Nyírjes-folyás, valamint a Nagy Lipót-folyás. Utóbbi két patak egyetlen befolyóval rendelkezik, ugyanis a torkolat felett mintegy 50 méterrel egyesülnek.